# NGC 1581
NGC 1581 ist eine linsenförmige Galaxie vom Hubble-Typ E-S0 im Sternbild Schwertfisch am Südsternhimmel, die schätzungsweise 64 Millionen Lichtjahre von der Milchstraße entfernt ist.
Das Objekt wurde von dem Astronomen John Herschel am 5. Dezember 1834 mit seinem 18,7-Zoll-Newton-Teleskop entdeckt.